# Studénka město
Studénka město – przystanek kolejowy w Studénce, w kraju morawsko-śląskim, w Czechach. Znajduje się na wysokości 245 m n.p.m. i leży na linii kolejowej nr 279.